# Koki Takenaka
Koki Takenaka (竹中 公基 Takenaka Koki?, nacido el 8 de septiembre de 1992 en Osaka) es un futbolista japonés que se desempeña como delantero.

## Trayectoria

### Clubes
| Club               | País  | Año         |
| ------------------ | ----- | ----------- |
| Tokyo Verdy        | Japón | 2011 - 2012 |
| Briobecca Urayasu  | Japón | 2013 - 2016 |
| Tochigi SC         | Japón | 2017        |
| Vanraure Hachinohe | Japón | 2017        |

## Estadística de carrera

### J. League
| Club        | Año   | J. League | J. League | Copa J. League | Copa J. League | Total | Total |
| Club        | Año   | Part.     | Goles     | Part.          | Goles          | Part. | Goles |
| ----------- | ----- | --------- | --------- | -------------- | -------------- | ----- | ----- |
| Tokyo Verdy | 2011  | 0         | 0         | -              | -              | 0     | 0     |
| Tokyo Verdy | 2012  | 1         | 0         | -              | -              | 1     | 0     |
| Tochigi SC  | 2017  | 9         | 0         | -              | -              | 9     | 0     |
| Total       | Total | 10        | 0         | 0              | 0              | 10    | 0     |